# Maria Kanová
Maria „Mimi“ Kanová-Mann (* 28. Januar 1886 in Czaslau, Königreich Böhmen; † 19. April 1947 in Prag) war eine tschechische Schauspielerin und Heinrich Manns erste Ehefrau.

## Leben
Maria Kanová wurde 1886 als Tochter des jüdischen Handlungsreisenden Filip Kahn und seiner Frau Hermine (Nettl) geboren und zog mit ihrer Familie bald nach Prag-Smichov. Die Kahns galten im Prager deutschsprachigen Milieu als assimiliert, vermochten sich aber nicht in der gesellschaftlichen Oberschicht zu etablieren. Als junge, arbeitslose Schauspielerin in Berlin führte Maria den (tschechisierten) Namen Kanová. 1913 lernte sie dort den 15 Jahre älteren Schriftsteller Heinrich Mann (1871–1950) kennen. Dieser signalisierte rasch ernste Absichten, und im August 1914 fand die Hochzeit statt. Die Schauspielerei gab Maria auf Wunsch ihres Ehemannes auf. In München kam 1916 die gemeinsame Tochter Leonie zur Welt, Heinrich Manns einziges Kind. Die ersten Ehejahre waren eine Phase der Stabilität im Leben des ruhelosen Schriftstellers, zum Teil auch erzwungen durch die Kriegssituation. In der großbürgerlichen Familie Mann wurde „Mimi“ oder „Pummi“, wie Heinrich sie nannte, allerdings überwiegend abgelehnt. Auch Arthur Schnitzler, ein guter Freund Heinrich Manns, beschrieb sie in seinem privaten Tagebuch als „dicke, ziemlich unmögliche Frau, vulgäre Prager Jüdin“. 1927 wurde die Schauspielerin Trude Hesterberg Manns Geliebte, 1928 trennte er sich von seiner Frau. 1930 wurde die Ehe geschieden. 
Nach der Machtergreifung der Nationalsozialisten wich Maria mit ihrer Tochter 1933 in ihre Heimatstadt Prag aus. 1938 organisierte Heinrich Mann für sie und Leonie einen Erholungsaufenthalt in der Sowjetunion, doch nach zwei Monaten wollten Mutter und Tochter nach Prag zurück. Nach dem Einmarsch der deutschen Wehrmacht 1939 wurde Maria Mann verhaftet und verhört, 1942 (ebenso wie ihre Mutter Hermine) als Jüdin im KZ Theresienstadt interniert. Im Mai 1945 wurde sie aus dem Ghetto befreit. Ihr Neffe Klaus Mann, als amerikanischer Soldat und Korrespondent in Europa unterwegs, berichtete nach dem Wiedersehen in Prag erschüttert: „Ein Schatten ihrer selbst ist Tante Mimi, vom Fleisch gefallen, halb gelähmt, gebückt, verhutzelt, eingeschnurrt, mit dünnem weißem Haar, zittrigen Krallenfingern, die fahle Miene grimassenhaft verzerrt mit schiefem Mund und starrem Leidensblick. Eine Gerettete – nein, ein Gespenst. Sie trägt das Zeichen.“ 1947 starb Maria Kanová-Mann an den Folgen ihrer Lagerhaft.